# Финкель, Шимон
Шимон Финкель (8 декабря 1905, Гродно — 5 октября 1999, Тель-Авив) — израильский актёр и режиссёр, театральный деятель, автор книг по истории театра. Лауреат Премии Израиля (1969).

## Биография
Родился в Гродно в семье торговца, деятеля сионистского движения Цви-Гирша Финкеля и Хаи Шапиро. В 12-ти летнем возрасте сыграл свою первую роль в небольшой пьесе «Фаркохт а каше» («Заварил я кашу») на сцене городского театра. В 1920 отправился в Берлин для учёбы в школе искусства театра М. Рейнхардта.

В 1923 присоединился к группе «Театрон Эрец-Исраэль» (ивритская аббревиатура ТАИ), организованной для создания ивритского театра высокого класса. В 1924 вместе с группой приехал в Эрец-Исраэль. В 1925 произошёл раскол, и Финкель и несколько ведущих актёров ушли из ТАИ в Театрон омманути Эрец-Исраэль (Художественный театр Эрец-Исраэль). С 1927 актёр театра «Габима». Дважды занимал пост художественного руководителя театра «Габима» (в 1961–62 и в 1970–75). В конце 1940-х гг.  руководил студией молодых актеров при театре.
Его именем названы улицы в Тель-Авиве и Беэр-Шеве.

## Известные роли
- рабби Эли в «Гот фун некоме» («Бог мести») Ш.Аша (1921)
- старик в «Ди йоршим» («Наследники») Ш.Аша (1922)
- Герцог Орсино в «Двенадцатая ночь» У. Шекспира (1930)
- Реувен Акоста в «Уриэль Акоста» К.Гуцкова (1930)
- Шейлок в «Венецианском купце» У. Шекспира (1936; 1959)
- австрийский наместник Геслер в «Вильгельме Телле» Ф. Шиллера (1936)
- Тевье в «Тевье-молочнике» Шолом-Алейхема (1943)
- Гамлет «Гамлет» У.Шекспира (1946)
- Эдип «Эдип» Софокла (1946)
- Освальд  в «Привидении» Г.Ибсена (1947)
- Старик в «Ке‘арат ха-‘эц» («Деревянная миска») Э.Морица (1991)

## Произведения
- «Бама у-кла‘им» («Сцена и кулисы», 1968)
- «Би-мавох тафкидай» («В лабиринте моих ролей», 1971)
- «Бе-шулей сах ха-кол» («На полях счета», 1976)
- «Гилгулим» («Метаморфозы», 1977)

## Награды
- Премия имени И. Л. Гордона (1946)
- Премия Тель-Авивского муниципалитета (1956)
- Премия Израиля (1969)
- Почетный доктор философии Еврейского университета в Иерусалиме (1993).